# Ян Лопушанський
Ян Лопушанський (пол. Jan Łopuszański, 5 серпня 1875 — 4 травня 1936) — професор водного будівництва та ректор Львівської політехніки у 1926 році (після відмови від ректорства І. Мосціцького), був міністром громадських робіт в Польській республіці.

## Біографія
Народився 5 серпня 1875 року у Львові.
Закінчив середню школу. У 1899 році працював в інженерному відділі Політехніки; 1899 — у Крайовому меліораційному бюро.
З 1903 року — заступник професора рільничої меліорації. З 1911 — доктор, з 1913 — професор водного будівництва.
Під час війни продовжував наукову діяльність у Швейцарії. Після повернення організував Польське будівельне підприємство, був генеральним директором на будівництві залізниці Коло—Кутно—Лодзь, закладав фундаменти мостів (Варшавський порт та Саске-Кемпе), будував тимчасовий вокзал на вулиці Хмільній у Варшаві.
З 1919 року — професор водного будівництва Політехніки.
У 1922–1923 роках міністр громадських робіт в Польській республіці, декан комунікаційного відділу.
Після відмови від ректорства І. Мосціцького, у зв'язку зі вступом на пост президента Польської республіки, у 1926 році Лопушанський став ректором Львівської політехніки.
У 1929 відкрив кілька хіміко-меліораційних станцій. Проєктант водно-електричної станції в Уніжі на Дністрі.
Наприкінці 1920-х — на поч. 1930-х рр. відкрив кілька меліораційних станцій, зокрема у містах Рудки (нині Самбірський район Львівської області) та Сарни (Рівненська область). Брав участь у проєктуванні водно-електричної станції на Дністрі в с. Уніж (Городенківський район, Івано-Франківщина). Був членом Львівського техтовариства.
Помер 4 травня 1936 року у Львові.